# Doug Yule
Douglas Alan Yule (Mineola, 25 febbraio 1947) è un cantante e musicista statunitense, conosciuto soprattutto per essere stato un membro dei Velvet Underground dal 1968 al 1973.

## Biografia

### Gli esordi
Yule iniziò a suonare negli anni sessanta con varie band della sua nativa Boston. Nel 1968 fece parte di una band chiamata The Grass Menagerie insieme a Walter Powers e Willie Alexander.

### The Velvet Underground
1968-1970
Quando nel 1968 Lou Reed cacciò John Cale dai Velvet Underground, Yule prese il suo posto. La sua prima apparizione in studio fu sul loro terzo album, The Velvet Underground (1969), suonando basso e organo e come prima voce nella ballata Candy Says.
Il contributo di Yule all'album fu considerevole e il fatto che lui cantasse tornò molto utile quando la voce di Lou Reed era stremata dai tour. Mentre Cale era stato un bassista sperimentale, Yule era considerato tecnicamente più competente al basso e il suo stile era adatto al desiderio di Lou Reed di muoversi verso una direzione più tradizionale. Al quarto album della band, Loaded (1970), il suo ruolo divenne più prominente, cantando come voce principale svariate canzoni (Who Loves The Sun, New Age, Lonesome Cowboy Bill e Oh Sweet Nuthin') e suonando sei strumenti (comprese tastiere e batteria). Il fratello di Yule, Billy, prese parte alle registrazioni come batterista, visto che Maureen Tucker era incinta e, quindi, assente durante quasi tutto il periodo in studio.
1970-1973
Lou Reed lasciò i Velvet Underground nel 1970. Yule, Tucker e Sterling Morrison decisero di continuare a esibirsi come Velvet Underground con Yule alla voce e Walter Powers che fu ingaggiato come nuovo bassista del gruppo. Morrison lasciò la band nel 1971 e venne rimpiazzato alle tastiere da Willie Alexander, ma nel 1972 sia Tucker che Alexander e Powers lasciarono la band. Con altri musicisti Yule fece altri due tour sotto il nome di Velvet Underground negli anni 1972-73 e registrò l'album Squeeze (1973). Dopo il tour finale dei Velvet Underground nel 1973 con Yule come frontman il nome fu ritirato.

### Dal 1973 ad oggi
Durante un'intervista per la radio il 26 dicembre 1972, venne chiesto a Lou Reed se sapesse dove Doug Yule si trovasse, e lui bruscamente rispose: «Morto, spero». Quando l'intervistatore rammentò a Reed che lui e Yule avevano frequentato il liceo insieme ed esclamò: «Non puoi dire questo», Reed replicò che l'aveva proprio detto, ma che non voleva dire sul serio. (Questa intervista si può ascoltare sull'album live American Poet, uscito nel 2001.)
Dopo aver smesso di esibirsi con i Velvet Underground, Yule andò in tour con Lou Reed, e suonò il basso nell'album solista di Reed Sally Can't Dance (1974) e nel "Tour" interrotto in Italia del 1975.
Apparve anche in Night Lights (1976) di Elliott Murphy, e cantò e suonò la batteria con gli American Flyer, una band che fu attiva dal 1976 al 1978 e che pubblicò due album. Dopo che gli American Flyer si sciolsero, Yule si ritirò dalla musica e divenne un ebanista.
Durante gli anni 90, Yule (che intanto si era spostato verso la Baia di San Francisco) tornò alla vita pubblica, rilasciando qualche intervista e scrivendo un necrologio per Sterling Morrison, che morì nel 1995. Prese in mano il violino e iniziò nuovamente a registrare nel 1997. Una canzone chiamata Beginning To Get It apparve nella compilation A Place to Call Home nel 1998. Fece qualche concerto nel 2000, e il live album Live in Seattle fu pubblicato in Giappone nel 2002. Partecipò anche al live album Moe Rocks Terrastock della Tucker.
Quando i Velvet Underground si riformarono nei primi anni 90, Sterling Morrison spinse per la partecipazione di Yule ma Lou Reed e John Cale non lo permisero. Quando nel 1996 i Velvet Underground vennero ammessi alla Rock and Roll Hall of Fame, Yule fu escluso dalla cerimonia.

### Vita privata
Yule attualmente vive a Seattle con suo figlio Dan. Suona e costruisce violini a Ballard. Nel 2006 ha suonato il basso per The Weisstronauts, un gruppo surf-rock di Boston, durante un loro breve tour. Dal 2007 è membro di una band chiamata RedDog.

## Discografia

### Con i Velvet Underground
- The Velvet Underground (1969)
- Loaded (1970)
- Live at Max's Kansas City (1972)
- Squeeze (1973)
- 1969: Velvet Underground Live with Lou Reed (1974)
- VU (outtakes compilation, 1985 [1968-1969])
- Another View (outtakes compilation, 1986 [1967-1969])
- Chronicles (compilation, 1991)
- Peel Slowly and See (box set, 1995 [1965-1970])
- Final V.U. 1971-1973 (live box set, 2001 [1971-1973])
- Bootleg Series Volume 1: The Quine Tapes (live, 2001 [1969])
- The Very Best of the Velvet Underground (best of, 2003 [1966-1970])

### Con gli American Flyer
- American Flyer (1976)
- Spirit of a Woman (1977)

### Solo
- Live in Seattle (2002)

### Con i RedDog
- Hard Times (2009)
- Nine-Tail Cat (2011)

### Altro
- Lou Reed: Sally Can't Dance (1974)
- Elliott Murphy: Night Lights (1976)
- Maureen Tucker: Moe Rocks Terrastock (2002)
- Weisstronauts: Instro-tainment (2008)